# Bipin (lamp)

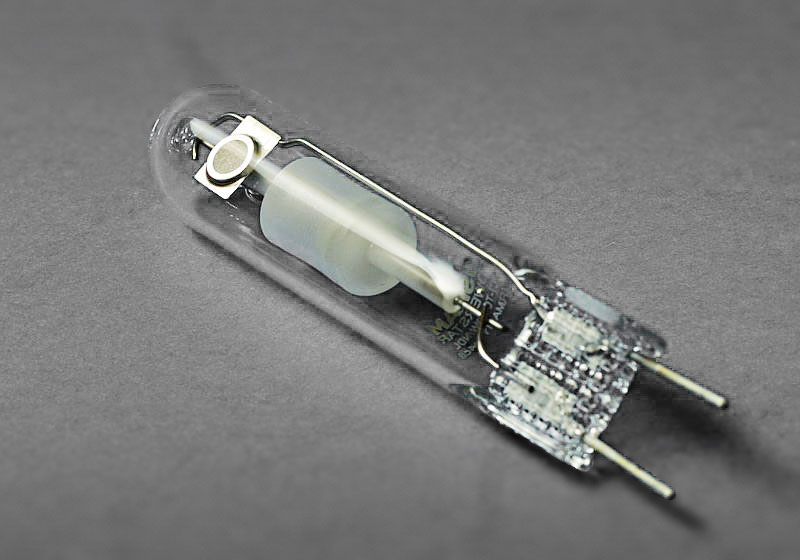
Een metaalhalidelamp met een bipinvoet.

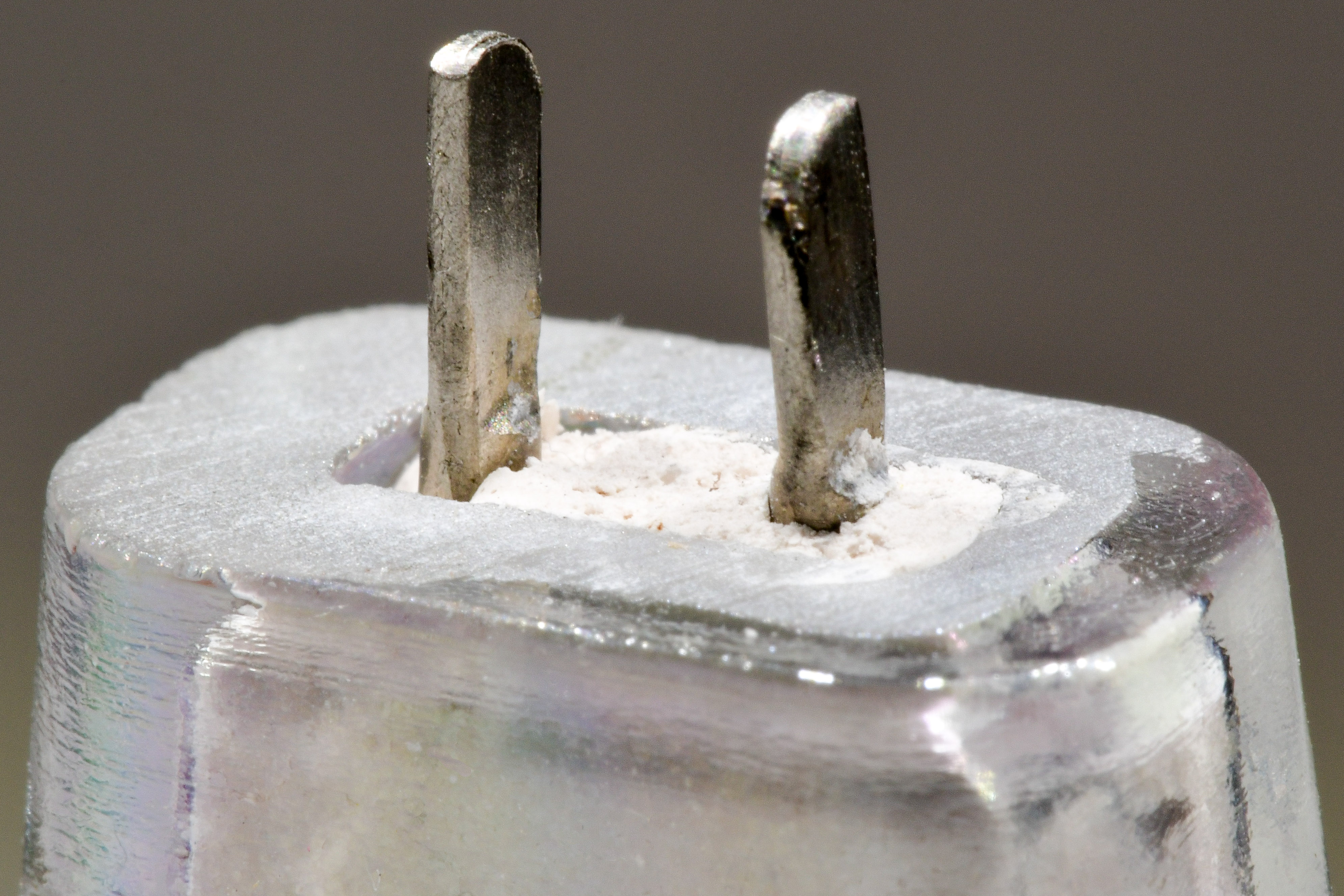
Een lampvoet van type GY5.3

De bipin-voet of steekvoet normering is een standaard voor lampvoeten en wordt door de International Electrotechnical Commission (IEC) uitgegeven. De kleinere maten (waarbij de pinnen dichter bij elkaar staan) worden ook wel aangeduid als Mini-Bipin.

## Codering
| Type     | IEC                  | h.o.h.-afstand pinnen (mm) | Diameter pinnen (mm)          |
| -------- | -------------------- | -------------------------- | ----------------------------- |
| G4       | 60061-1 (7004-72)    | 4,0                        | 0,65-0,75                     |
| GU4      | 60061-1 (7004-108)   | 4,0                        | 0,95-1,05                     |
| GY4      | 60061-1 (7004-72A)   | 4,0                        | 0,65-0,75                     |
| GZ4      | 60061-1 (7004-64)    | 4,0                        | 0,95-1,05                     |
| G5       | 60061-1 (7004-52-5)  |                            |                               |
| G5.3     | 60061-1 (7004-73)    | 5,33                       | 1,47-1,65                     |
| G5.3-4.8 | 60061-1 (7004-126-1) |                            |                               |
| GU5.3    | 60061-1 (7004-109)   | 5,33                       | 1,45-1,6                      |
| GX5.3    | 60061-1 (7004-73A)   | 5,33                       | 1,45-1,6                      |
| GY5.3    | 60061-1 (7004-73B)   | 5,33                       | Platte contacten 0,7 × 2,0 mm |
| G6.35    | 60061-1 (7004-59)    | 6,35                       | 0,95-1,05                     |
| GX6.35   | 60061-1 (7004-59)    | 6,35                       | 0,95-1,05                     |
| GY6.35   | 60061-1 (7004-59)    | 6,35                       | 1,2-1,3                       |
| GZ6.35   | 60061-1 (7004-59A)   | 6,35                       | 0,95-1,05                     |
| G9       | 60061-1 (7004-129)   | 9,0                        |                               |

De IEC-codering wordt in Nederland door de NEN uitgegeven.